# Neuvy-Deux-Clochers
Neuvy-Deux-Clochers – miejscowość i gmina we Francji, w Regionie Centralnym, w departamencie Cher.
Według danych na rok 1990 gminę zamieszkiwało 305 osób, a gęstość zaludnienia wynosiła 18 osób/km² (wśród 1842 gmin Regionu Centralnego Neuvy-Deux-Clochers plasuje się na 836. miejscu pod względem liczby ludności, natomiast pod względem powierzchni na miejscu 792.).